# Sociedad Interamericana de Cardiología
La Sociedad Interamericana de Cardiología (SIAC) es una asociación no gubernamental conformada por las Sociedades Nacionales de Cardiología del Continente Americano. 
La Sociedad Interamericana de Cardiología, junto con la Sociedad Europea de Cardiología, fundada en 1950, la Sociedad Asiático-Pacífica de Cardiología, fundada en el 1956, y la Sociedad Africana de Cardiología fundada en 1981 constituyen las cuatro Sociedades Profesionales Intercontinentales de Cardiología de la Federación Mundial del Corazón (WHF por sus siglas en inglés).

## Historia
La Sociedad Interamericana de Cardiología (SIAC) se fundó en México el 18 de abril de 1944, resultado de la mente visionaria del Maestro Ignacio Chávez. En ese año al inaugurarse en la Ciudad de México el Instituto Nacional de Cardiología,  su fundador y director, el Dr. Ignacio Chávez, invitó a la ceremonia a distinguidos cardiólogos de Norte, Centro y Sur América y el Caribe.
Después de un intercambio provechoso por dos días, se expresó que dicha reunión había constituido, de hecho, un Congreso Interamericano y sugirió reconocerlo como tal. Los asistentes así lo recordaron y decidieron que se formara la Sociedad Interamericana de Cardiología y que dicha reunión constituyese el primer Congreso Interamericano de Cardiología. Se decidió, además, delegar en el Dr. Ignacio Chávez que redactara los estatutos de la Sociedad y que convocara a otro Congreso Interamericano de Cardiología en la Ciudad de México cuando terminara la guerra mundial. En forma unánime se eligió al Dr. Ignacio Chávez como el presidente de la Sociedad Interamericana de Cardiología.

## Misión
El objetivo es agrupar a las Sociedades de Cardiología de todos los países de América para el progreso de la cardiología, promover la investigación, la docencia y la asociación de médicos, cirujanos e investigadores especializados en este campo.
Promover la salud cardiovascular óptima en la población de las Américas mediante la educación y el desarrollo profesional continuo de la membresía.

## Visión
Unificar las Sociedades Cardiovasculares representativas de todos los países de las Américas, para facilitar el avance de la ciencia cardiovascular, a través de: 
- a) Promover la investigación y el intercambio.
- b) Apoyar la educación a nivel de posgrado y el desarrollo profesional continuo.
- c) Dar un valor a la membresía de la SIAC.

## Asamblea General
En la actualidad existen 26 sociedades profesionales nacionales de cardiología miembros de la SIAC que forman la Asamblea General que congregan a más de 40 mil cardiólogos.
- Argentina: 		 Sociedad Argentina de Cardiología/ Federación Argentina de Cardiología/ Consejo Argentino de Residentes de Cardiología
- Bolivia: 		 Sociedad Boliviana de Cardiología
- Brasil: 		 Sociedad Brasileña de Cardiología
- Canadá: 		 Canadian Cardiovascular Society
- Caribe: 		 Caribbean Cardiac Society
- Colombia: 		 Sociedad Colombiana de Cardiología y Cirugía Cardiovascular
- Costa Rica: 		 Asociación Costarricense de Cardiología
- Cuba: 		 Sociedad Cubana de Cardiología
- Chile: 		 Sociedad Chilena de Cardiología y Cirugía Cardiovascular
- Rep. Dominicana: 	 Sociedad Dominicana de Cardiología
- Ecuador: 		 Sociedad Ecuatoriana de Cardiología
- EUA: 		 American Heart Association/American College of Cardiology[3]
- Guatemala: 		 Asociación Guatemalteca de Cardiología
- Honduras: 		 Sociedad Hondureña de Cardiología
- México: 		 Sociedad Mexicana de Cardiología/ Asociación Nacional de Cardiólogos de México
- Nicaragua: 		 Asociación de Cardiólogos de Nicaragua
- Panamá: 		 Sociedad Panameña de Cardiología
- Paraguay: 		 Sociedad Paraguaya de Cardiología
- Perú: 		 Sociedad Peruana de Cardiología
- Puerto Rico: 		 Sociedad Puertorriqueña de Cardiología
- El Salvador: 		 Asociación Salvadoreña de Cardiología
- Uruguay: 		 Sociedad Uruguaya de Cardiología
- Venezuela: 		 Sociedad Venezolana de Cardiología

EXTRA CONTINENTAL
- España: 		 Sociedad Española de Cardiología

## Comité Ejecutivo
El Comité Ejecutivo está formado por:
- - Presidente
- - Presidente Electo
- - Presidente Inmediato Anterior
- - 1 Vicepresidente de Canadá
- - 1 Vicepresidente de EUA
- - 2 Vicepresidentes de Centroamérica y el Caribe
- - 2 Vicepresidentes de Sudamérica
- - Secretario
- -Tesorero

## Oficina Administrativa
Desde la fundación de la SIAC y de acuerdo a los estatutos vigentes, la Secretaría-Tesorería permanente está radicada en el Instituto Nacional de Cardiología de la Ciudad de México.

## Congreso Interamericano
El Congreso Interamericano de Cardiología se celebra cada dos años en un país del continente americano. El XXIV Congreso Interamericano de Cardiología tuvo lugar del 18 al 20 de octubre de 2013 en Buenos Aires, Argentina, tuvo 9946 asistentes, entre cardiólogos, profesores y estudiantes, de los cuales 781 fueron extranjeros de 22 países.
El XXV Congreso Interamericano de Cardiología se llevará a cabo del al 7 de diciembre de 2015 en Santiago de Chile. En la última Asamblea General se aprobó la Ciudad de Panamá, Panamá como sede del XXVI Congreso Interamericano de Cardiología a celebrarse en 2017.

## Consejos
La Sociedad Interamericana de Cardiología a la fecha tiene las siguientes Asociaciones y Consejos científicos:
- Asociación de Ecocardiografía de la SIAC (EcoSIAC)
- Consejo de Cardiopatía en la Mujer
- Consejo de Cardiopatías Congénitas
- Consejo de Cardio-Oncología
- Consejo de Cirugía Cardiovascular
- Consejo de Enfermedad de Chagas
- Consejo de Electrocardiografía y Arritmias / Alianza contra la Muerte Súbita Cardiaca
- Consejo de Emergencias Cardiovasculares
- Consejo de Enfermedad Valvular
- Consejo de Epidemiología y Prevención
- Consejo de Falla Cardiaca